# 国玉の大橋

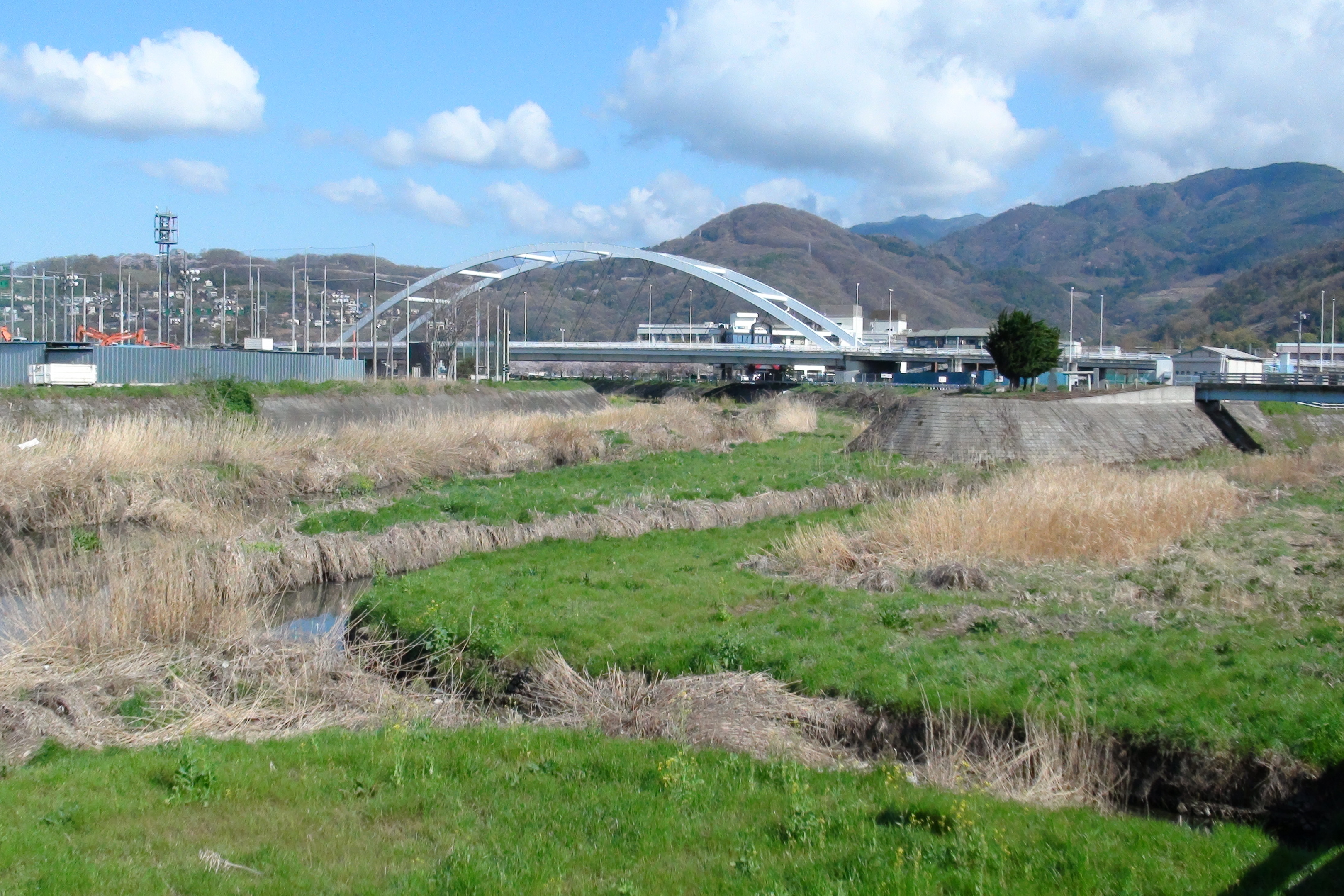
国玉の大橋が架かっていた地点の濁川

国玉の大橋（くだまのおおはし）または甲斐の大橋（かいのおおはし）は、山梨県に伝わる伝説（怪談）。
甲府市国玉町（くだまちょう）付近を流れる濁川に架かっていた小さな石橋（現存しない）にまつわる橋姫伝説で、江戸時代の甲府勤番士の日記である『裏見寒話』に記されている。

## 内容
濁川に架かる国玉の大橋の神は嫉妬深い女神で、橋を通行する人が同じ郡（山梨郡）内に架かる猿橋（日本三奇橋のひとつ）の噂をしたり、逆に猿橋の上で大橋の噂をする事はタブーであり、その戒めを破ると必ず恐ろしいことが起こると言われていた。
昔、武州より甲州へ来る旅人が猿橋を渡る際、国玉の大橋の悪口を言うと、どこからともなく美しい女性が旅人に近付き、「あなたは甲府まで行かれるのですか」と尋ね、旅人が「そうだ」と答えると、「甲府の国玉の大橋に女の人が立っているので、この手紙をその女の人に届けてください」と、旅人に手紙を手渡した。
旅人は承諾して手紙を預かったが、少々奇妙な話に思い、預かった手紙をこっそり読むと、『この手紙を持参した者を殺せ』と、恐ろしい内容が書いてあった。驚いた旅人は『この手紙を持参した者を殺すな』と手紙を書き直した。
国玉の大橋に着くと、手紙の受け取り主と思われる怒りに満ちた物凄い形相の女性が橋の上に立っていたので、旅人が書き直した手紙を恐る恐る手渡したところ、手紙を読んだ女性は一転して穏やかな顔つきに変わり、旅人に丁重に礼を述べたという。
また、橋を渡る際に女の嫉みを題材とする謡曲『葵上』を謡うと忽ちに道に迷うが、『三輪』を謡うと再び道が明らかになったとも伝える。

## 伝説の成長
この伝説は久しく伝えられる間に少しずつ変化したものであろう事が指摘されており、『裏見寒話』の後にも、明治20年前後（19世紀末）に編纂された『山梨県町村誌』には猿橋の噂の禁忌を犯せば怪異が起こるという点はそのままであるが、謡曲が『葵上』から『野宮（ののみや）』へと変化している（2曲とも『源氏物語』の六条御息所の妬みを題材とする点は共通する）。
更に明治末年から大正初年（1910年頃）にかけて編まれた『甲斐口碑伝説』になると、ある人が大橋を渡る際に試しにわざと『野宮』の小謡を謡ったところ、橋からやや隔たった所で乳飲み子を抱いた婦人に行き会い、その婦人から足袋のこはぜを掛け直す間子供を抱いて欲しいと頼まれたので、子を抱く代わりにこはぜを掛け直してあげようと身を屈めながらふと婦人を見上げると恐ろしい鬼女の姿に変じていたためにあわてて逃げ帰ったと、産女の説話要素が付加されている。

## 橋の女神の妬み
国玉の大橋は一説に「大橋」ではなく「逢橋」であったといい、また「行逢橋」とも別称され、『甲斐国志』によれば山梨・巨摩・八代3郡の境界であったという。
この大橋が猿橋を悪む点について、柳田國男は1918年（大正7年）に「橋姫」において冒頭部分で「国玉の大橋」伝説を紹介し、本来的には橋や辻といった交通上の要衝や村落の境界を司る神に対しては外部からの悪神を阻み却ける神威が期待されており、小橋にも拘わらず「大橋」と称されたのもその間の消息を語るものであって、阻却するというその特性が後に他を妬むという風に変化したものであろうし、そこから女性の嫉妬を材とする謡いをも忌むように発展したものであろうと説き、また橋の神には安産や育児を祈願する習いがあり、産女にも同様の効験を示す一面があるので、その影響で産女的内容の伝も付随していたのであろうと説く。
なお、『葵上』（または『野宮』）が道を迷わせるのに対し、それを直す謡いが『三輪』とされている点については、「仔細はまだ分らぬが」と断りつつも、或いは同曲の末尾の「また常闇（とこやみ）の雲晴れて云々」や「その関の戸の夜も明け云々」の詞章に惹かれたものか、との見通しを述べる。

## 橋梁の消失
甲府市教育委員会によると、国玉の大橋が架橋されていた場所は、濁川と十郎川の合流部付近、今日の国道411号（城東バイパス）に架かる城東大橋南方付近(座標参照)で、すぐ東方に玉諸神社があり、この橋は玉諸神社への参道の役割も担っていたという。江戸期以前の和歌に国玉の大橋の記述があることから、戦国時代以前より橋は存在したと考えられている。橋の長さは江戸時代初期には180間（約330メートル）ほどであったが、幕末頃の記録では45間（約83メートル）に縮小されており、これは架橋地点付近に大きな中州があり、流路変更などにより濁川本流幅員が縮小したことによるという。その後、橋の北側に甲州街道が整備されたことにより、橋の利用者が徐々に減り、水害等で壊れた橋は修復されず放置されるようになり、やがて消失してしまったという。